# Battaglia di Bosra (1147)
Nella battaglia di Bosra del 1147, un esercito crociato comandato dal re Baldovino III di Gerusalemme combatté una battaglia dall'esito inconcludente contro forze turche di Damasco guidate da Mu'in al-Din Unur aiutate da un contingente di Norandino proveniente da Mosul e Aleppo.
Poiché il tentativo degli ifranj di conquistare Bosra fu sventato, la campagna si concluse in una vittoria strategica per Damasco.

## Scenario
Nel 1147 Altuntash, emiro di Bosra e Salkhad, litigò con il suo signore nominale, Mu'in ad-Din Unur, sovrano di Damasco; Altuntash si alleò con i crociati accettando di consegnare le sue due città.
Re Baldovino III radunò il suo esercito, attraversò il fiume Giordano e mosse verso Bosra: circa 
65 miglia (105 km)
a sud-sud-est di Damasco e 
50 miglia (80 km)
a est del Giordano.

## La battaglia
Subito l'esercito damasceno si presentò in forze per contrastare l'avanzata dei crociati, molti soldati latini erano ansiosi di combattere, ma le opinioni più caute prevalsero. egli ifranj si accampò per trascorrere la notte, disponendo guardie supplementari per prevenire un attacco di sorpresa; l'indomani, dopo un consiglio di guerra, Baldovino e i suoi ufficiali decisero di continuare la spedizione verso Bosra combattendo durante la marcia.
L'esercito latino mosse nella formazione usualmente adottata quando era osteggiato dagli arcieri a cavallo turchi; furono predisposte misure per contrastare attacchi all'avanguardia, ai fianchi e alla retroguardia.
I fanti ifranj marciavano in formazione, con gli arcieri a piedi che rispondevano al tiro degli arcieri a cavallo turchi e i lancieri pronti a respingere ogni attacco diretto.
"Al fine di mantenere la compattezza della colonna, il passo delle truppe montate fu adeguato a quello della fanteria".
Per quattro giorni i crociati avanzarono verso il loro obiettivo, sottoposti costantemente al tiro degli arcieri e alle incursioni nemiche; inoltre i soldati erano tormentati dalla sete, nel caldo clima estivo.
Quando arrivarono a Bosra, gli ifranj riuscirono ad ottenere acqua e altri rifornimenti ma le loro speranze furono deluse quando scoprirono che la moglie di Altuntash, che aveva una fibra morale più forte del marito, aveva fatto entrare una guarnigione di Damasco nella cittadella di Bosra.
Non volendo rischiare un assedio in prossimità di una forza nemica, Baldovino decise di ritirarsi.
I crociati patirono anche di più durante la marcia di ritorno a causa del caldo, della polvere e delle costanti incursioni dei turchi;
un giorno, i saraceni diedero fuoco alla boscaglia secca sopravento agli ifranj, aumentando le loro sofferenze.
I crociati portarono via i loro morti e feriti per non incoraggiare i nemici con le loro perdite.
Lasciare i ranghi senza permesso era proibito, "ogni uomo che avesse lasciato il suo posto nei ranghi rischiava sanzioni severe", la sola eccezione era che un cavaliere poteva salvare un cristiano se stava per essere ucciso da un musulmano.
Mentre gli ifranj si avvicinavano ai propri territori, i Saraceni raddoppiarono i loro attacchi contro la retroguardia latina, cercando di separarla dal resto della formazione.
In un momento di crisi, un cavaliere turco che combatteva con i crociati caricò senza permesso e uccise un avversario in combattimento personale;
i damasceni ne furono tanto costernati e gli ifranj incoraggiati che "scuse furono trovate per la sua violazione degli ordini".
In definitiva, i saraceni non furono in grado di impedire all'esercito crociato di riattraversare il Giordano e tornare nel Regno di Gerusalemme.
Gli scontri durarono dodici giorni.

## Conseguenze
Il tentativo di Baldovino di prendere Bosra e Salkhad si concluse con un fallimento strategico: Mu'in al-Din Unur prese il controllo di entrambe le città poco dopo.
La battaglia di Bosra è un interessante esempio di quanto attenti e prudenti erano spesso i capi crociati, a differenza dell'immagine popolare di impulsive teste calde e anche della capacità di una ben condotta forza latina di marciare, letteralmente, attraverso i suoi nemici, se erano mantenute disciplina e capacità di combattimento.
Le successive azioni che coinvolsero i crociati furono la seconda battaglia di Dorylaeum alla fine del 1147, l'assedio di Damasco nel 1148 e la battaglia d'Inab nel 1149.